# Sabana Grande (Porto Rico)
Sabana Grande è una città di Porto Rico situata nell'entroterra sud-occidentale dell'isola. L'area comunale confina a nord con Maricao, a est con Yauco, a sud con Guánica e Lajas e a ovest con San Germán. Il comune, che fu fondato nel 1813, oggi conta una popolazione di oltre 25 000 abitanti ed è suddiviso in 8 circoscrizioni (barrios).